# Cees Toet
Cees Toet (Den Haag, 26 september 1987) is een Nederlandse voetballer. Hij speelt sinds 2016 bij Unicum in Lelystad.
De Haagse verdediger heeft in het verleden voor RBC Roosendaal, Sparta Rotterdam en Almere City FC gevoetbald. Hij staat bekend als een harde kopsterke verdediger die regelmatig scoort.
In zijn jeugd doorliep hij de jeugdopleiding van Sparta en op 10 november 2007 op 20-jarige leeftijd maakte hij zijn debuut tegen VVV-Venlo voor het eerste elftal van Sparta Rotterdam. Gedurende het seizoen 2007-2008 kwam hij tot 7 duels in het eerste elftal.
Het seizoen daarop kreeg hij geen kans in de basis van Sparta Rotterdam en werd hij verhuurd aan RBC Roosendaal.
Direct na zijn komst kreeg hij een basisplaats en wist RBC voor het eerst in 15 wedstrijden te winnen.
In de zomer kreeg hij van Sparta te horen dat hij definitief moest vertrekken. Op 11 juni 2009 tekende hij een contract voor 2 jaar bij RBC Roosendaal.
Hij raakte in de voorbereiding op het seizoen 2009-2010 geblesseerd en miste de eerste zeven duels van het seizoen. Maar nadat hij bij Jong RBC roosendaal zijn rentree maakte tegen Jong Feyenoord en 2 keer scoorde was hij weer onbetwiste basisspeler in het eerste van RBC. Hij maakte dat seizoen drie competitiegoals en speelde bijna alle wedstrijden mee. Het seizoen 2010-2011 was hij het gehele seizoen fit en speelde hij 33 duels waarin hij vijf keer scoorde. Mede door hem degradeerde RBC Roosendaal niet uit de Jupiler League.
Na het faillissement van RBC Roosendaal vertrok hij naar Almere City FC. Daarin greep hij met Almere City op 1 punt na niet de eerste periodetitel maar beleefde Almere City de beste seizoensstart ooit mede door de 3 goals van Toet.
In het seizoen 2014/2015 won Almere City FC met Toet in de basis de 2e periodetitel wat recht geeft op deelname aan de play-offs voor promotie naar de eredivisie. Toet speelde alle wedstrijden deze periode en scoorde een belangrijk doelpunt in de wedstrijd tegen concurrent FC Emmen
In het seizoen 2015/16 kwam Toet uit voor zaterdag Topklasser IJsselmeervogels. Sinds het seizoen 16/17 speelt Toet voor zaterdag 2e klasser Unicum uit Lelystad.

## Clubstatistieken
| Seizoen        | Club             | Land      | Competitie         | Duels | Goals |
| -------------- | ---------------- | --------- | ------------------ | ----- | ----- |
| 2007/08        | Sparta Rotterdam | Nederland | Eredivisie         | 7     | 0     |
| 2008/09        | Sparta Rotterdam | Nederland | Eredivisie         | 2     | 0     |
| 2008/09        | RBC Roosendaal   | Nederland | Eerste divisie     | 12    | 0     |
| 2009/10        | RBC Roosendaal   | Nederland | Eerste divisie     | 29    | 3     |
| 2010/11        | RBC Roosendaal   | Nederland | Eerste divisie     | 33    | 5     |
| 2011/12        | Almere City FC   | Nederland | Eerste divisie     | 30    | 3     |
| 2012/13        | Almere City FC   | Nederland | Eerste divisie     | 26    | 1     |
| 2013/14        | Almere City FC   | Nederland | Eerste divisie     | 33    | 4     |
| 2014/15        | Almere City FC   | Nederland | Eerste divisie     | 33    | 1     |
| 2015/16        | IJsselmeervogels | Nederland | Topklasse zaterdag | 0     | 0     |
| 2016/17        | Unicum           | Nederland | 2e klasse          | ?     | 20    |
| 2017/18        | Unicum           | Nederland | 2e klasse          | ?     | 28    |
| 2018/19        | Unicum           | Nederland | 2e klasse          | ?     | 32    |
| Totaal         | Totaal           | Totaal    | Totaal             | 205   | 97    |
| Bijgewerkt tot | 9 mei 2019       |           |                    |       |       |